# René Plard
Pour les articles homonymes, voir Plard.
René Plard, né le 23 décembre 1888 à Nevers et mort le 22 septembre 1945 à Troyes, est un homme politique français. Commis des PTT, pionnier du Syndicalisme des PTT, puis avocat, socialiste SFIO, fondateur dans le département de l'Aube du Parti communiste français, exclu de celui-ci, il fut élu député de l'Aube en 1932 et en 1936 sous les couleurs du Parti d'unité prolétarienne. Il fut élu maire de Troyes en 1935.

## Biographie

### Les origines et la jeunesse
René Guillaume Plard naît à Nevers dans une famille pauvre. Son père est plâtrier. Le grand-père, qui a quitté ses Mauges natales (Saint-Martin-de-Beaupréau), est issu d'une famille de tisserands. Sa mère est d'une famille paysanne du Morvan (Tazilly).
Son parcours scolaire est brillant, mais la pauvreté de ses parents ne lui permet pas de poursuivre ses études. Il sera reçu à Cluny, mais ne pourra y entrer faute de moyens financiers.
Il occupe en premier un emploi dans une imprimerie, puis rentre en 1905, à 17 ans, à la Société générale de Nevers, d'abord comme simple employé puis comme chef du portefeuille (en quelques mois). C'est durant cet emploi qu'il passe le concours des Postes.
Il est très tôt impliqué dans la vie socialiste locale, dès avant 1905, mais reste discret. Il publie des articles dans Le Socialiste nivernais, sous des pseudonymes et, plus souvent, sous ses initiales. Sans cette prudence il est probable qu'il n'aurait pu rentrer à l'imprimerie, ni à la Société générale, et que les emplois de sa famille auraient pu en être menacés
Entre révocation, réintégration et mutation, ce sont ses luttes de postier qui lui feront « découvrir » Troyes.

### Le syndicaliste des PTT
À 18 ans, reçu au concours des surnuméraires des PTT, il intègre cette administration, en étant nommé commis au bureau central télégraphique de Paris. En 1908, il est nommé à Nevers. En 1909, il participe aux grèves, qui en mars puis en mai secouent les PTT et mettent un instant en péril le gouvernement Clemenceau. À l'issue du mouvement, il est révoqué de son emploi, comme plus de 800 de ses collègues, pour l'ensemble du territoire français. La chute du ministère du « Tigre » en juillet 1909, la nomination aux PTT, d'Alexandre Millerand, dans le nouveau gouvernement formé par Aristide Briand, entraine des mesures d'apaisement ; Plard réintègre les Postes et Télégraphes après quelques mois. 
À son retour du service militaire, il est nommé à Troyes où il s'installe définitivement. Il y anime avant 1914 l'Association générale des agents des PTT, qui tient lieu de syndicat. Après la guerre, il reprend son activité syndicale au sein de la Fédération postale qui s'est créée en 1919. Un appel public à la grève, pour le 1er mai 1920, signé par lui, provoque des poursuites administratives : il est sanctionné par un déplacement hors de son département. René Plard, qui poursuivait des études en droit, réussit à ce moment-là ses examens. Il opte alors pour la profession d'avocat et quitte les PTT en 1921.

### L'homme politique
Adhérent du parti socialiste Section française de l'Internationale ouvrière (SFIO) dès 1908, il devient rapidement, après 1918 un des personnages clés du département de l'Aube. En 1919, il est élu au conseil municipal de Troyes, puis il est pour la première fois candidat aux élections législatives sur la liste socialiste dans l'Aube. 
En décembre 1920, il participe à la fondation du journal la Dépêche de l'Aube, dont il est le rédacteur en chef. Comme la majorité de la fédération socialiste, il rejoint le Parti communiste (SFIC).
En 1922, candidat aux élections au conseil général de l'Aube, il est battu, de peu. Il y sera élu en 1927, dans le canton de Troyes-1, et est réélu en 1928 et 1934.
En 1925, il conduit la liste communiste aux élections municipales, à Troyes. Aucun des candidats n'est élu, il perd donc son siège.
En 1927 (élection partielle) et en 1928, candidat aux élections législatives, il est battu.
Exclu du Parti communiste au cours de l'année 1930, réintégré peu après, il quitte définitivement ce parti en 1932, pour se présenter à la députation dans la circonscription de Troyes. Il fonde un nouveau journal, le Rappel de l'Aube et il est élu député, s'inscrivant au groupe parlementaire du Parti d'unité prolétarienne, sans être adhérent de ce parti politique.
En 1935 il triomphe aux élections municipales et est élu maire de Troyes, à la tête d'une coalition de gauche, (sans les communistes).
Lors des élections législatives de 1936, il retrouve son siège de député, au 2e tour de scrutin. Candidat Front populaire, le Parti communiste avait appelé alors à voter pour lui.
Le 10 juillet 1940, il est absent lors du vote des pleins pouvoirs au maréchal Pétain. Ce mois de juillet il est atteint par une grave crise de diabète, il ne peut plus occuper ses fonctions de maire et est démissionné sous ce prétexte. Plusieurs polémiques naîtront sur son attitude à cette époque, en particulier sur la fermeture des magasins juifs.
Après la Libération, il exerce son métier d'avocat et accepte de plaider en faveur d'amis politiques compromis durant l'Occupation allemande et également de collaborateurs, ce que refusaient d'autres avocats. Il meurt en 1946.